# Вулиця Антоновича (Львів)
Ву́лиця Антоно́вича — вулиця у Франківському районі міста Львова, в місцевості Новий Світ. Сполучає вулиці Степана Бандери та Кульпарківську. Прилучаються вулиці Русових, Київська, Опільського, Грюнвальдська, Васильківського, Мельника, Художня, Максима Залізняка, Кременецька, Ожешко та Житомирська.

## Історія та назва
Перші позначки вулиці на мапах Львова належать до XVIII століття. Від 1863 року вулиця мала назву Гатенґассе, у 1871 році отримала назву Садівницька. На той час вулиця пролягала до сучасної вулиці Мельника, утворюючи прямий кут, і лише після 1896 року вулицю було продовжено до Кульпарківської. У 1927 році вулиця отримала назву Задвужанська (Задвірнянська), на честь станції Задвір'я, поблизу якої у серпні 1920 року сталася битва між загоном польських добровольців та Першої кінної армії Будьонного.
Під час німецької окупації вулиця мала назву Людендорфштрассе, на честь німецького генерала Еріха Людендорфа. По війні, 1944 року повернена довоєнна назва — вулиця Задвужанська, від 1946 року вулиця Сталінградська на честь міста Сталінград, але 1961 року через перейменування міста Сталінграда у Волгоград було також перейменовано й вулицю Сталінградську у Львові на вулицю Волгоградську. На початку 1983 року, напередодні святкувань 40-ліття від дня завершення Сталінградської битви, вулицю Волгоградську перейменовано на вулицю Сталінградської битви.
У 1992 році вулиця отримала сучасну назву на честь українського історика та етнографа Володимира Антоновича.

## Забудова
У забудові вулиці присутні стилі: класицизм, модерн, конструктивізм, вілли, «сталінки», радянський конструктивізм 1960—1970-х. Забудова нижньої частини вулиці сформувалася до 1914 року і складається з чиншових кам'яниць. Далі по вулиці переважає садибна забудова та кам'яниці у стилі модерну і конструктивізму. Від вулиці Максима Залізняка й до кінця з парного боку вулиці знаходиться промислова забудова обмежена територією колишнього заводу «Кінескоп». Найстаріший будинок, що зберігся донині — власна вілла львівського скульптора Леонарда Марконі, споруджена за його власним проєктом у 1878 році, на розі сучасних вулиць Русових і Антоновича та має адресу — вулиця Русових, 11.

### З непарного боку вулиці
- № 25 — житловий будинок, зведений у 1931 році за проєктом Вавжинця Дайчака[7].
- № 29 — за польських часів працював магазин штучних квітів Баліцької.
- № 31 — комплекс одноповерхових будинків зведений у 1925 році за проєктом Вітольда Равського та перебудований у 1935 за проєктом Вавжинця Дайчака[7][8]. У міжвоєнний період тут діяло виробництво геодезичних інструментів Яна Буяка[9]. До середини 2018 року тут містилася фірма з виробництва металовиробів «IZOK». Упродовж 2018—2021 років на місці знесених нежитлових приміщень та будівель компанією ТзДВ «Дальта» збудовано елітний житловий комплекс з трьох шести-семиповерхових житлових будинків з вбудованими приміщеннями громадського призначення та підземним паркінгом. Також, проведено реконструкцію ТП-657 за цією ж адресою[10].
- № 37 — за Польщі виробництво килимових доріжок Маяковської.
- № 39 — за Польщі був заклад виробників шкіри Nowość, нині тут школа.
- № 47 — будинок споруджений у 1922—1929 роках за проєктом архітектора Максиміліана Станіслава Мацялка. Тривалий час фасад будівлі прикрашало барельєфне зображення паротяга, через те, що у міжвоєнний період в будинку містилася профспілка машиністів залізниці, за радянських — Будинок піонерів Львівської залізниці та школа художнього виховання дітей, нині — Центр дитячої творчості «Веселка»[11].
- № 59 — у п'ятиповерховому житловому будинку за СРСР був комісійний магазин № 2, нині тут Західноукраїнський автомобільний дім «Мерседес-бенц».
- № 77 — двоповерховий житловий будинок, збудований в середині 1950-х років.
- № 83 — у житловому будинку за радянських часів було дзеркальне ательє «Алмаз», також від повоєнних часів тут працює перукарня.
- № 115 — двоповерховий житловий будинок. Протягом 2019—2021 років компанією ТзОВ «Вояві-резорт» проведено реконструкцію будинку з розширенням площі за рахунок надбудови[12].
- № 115а — триповерховий житловий будинок, збудований за адаптованим типовим проєктом № 3 серії 228 у 1950-х роках[13]. За радянських часів тут був салон з обслуговування інвалідів війни й магазин госптоварів «Головпостачторгу», потім магазин «Юний технік» та крамниця «Продукти» й ремонт взуття, згодом магазин-салон меблів «Командор» та магазин взуття «Взуттєвик». Від 2018 року в цьому приміщенні міститься магазин автозапчастин «AMT» та взуттєвий магазин «Тібет».
- № 115б, 115в — триповерхові житлові будинки, спорудженіі у 1950-х роках.
- № 117 — за Польщі тут містилося інженерно-будівниче бюро Стефана Кондратовського[14]. У 1940—1950-х роках тут містився санаторій вагітних та матерів-годувальниць[15], згодом тут створено Державний будинок дитини № 2 міста Львова (нині — будинок дитини № 2 для дітей з ураженням центральної нервової системи і порушенням психіки).

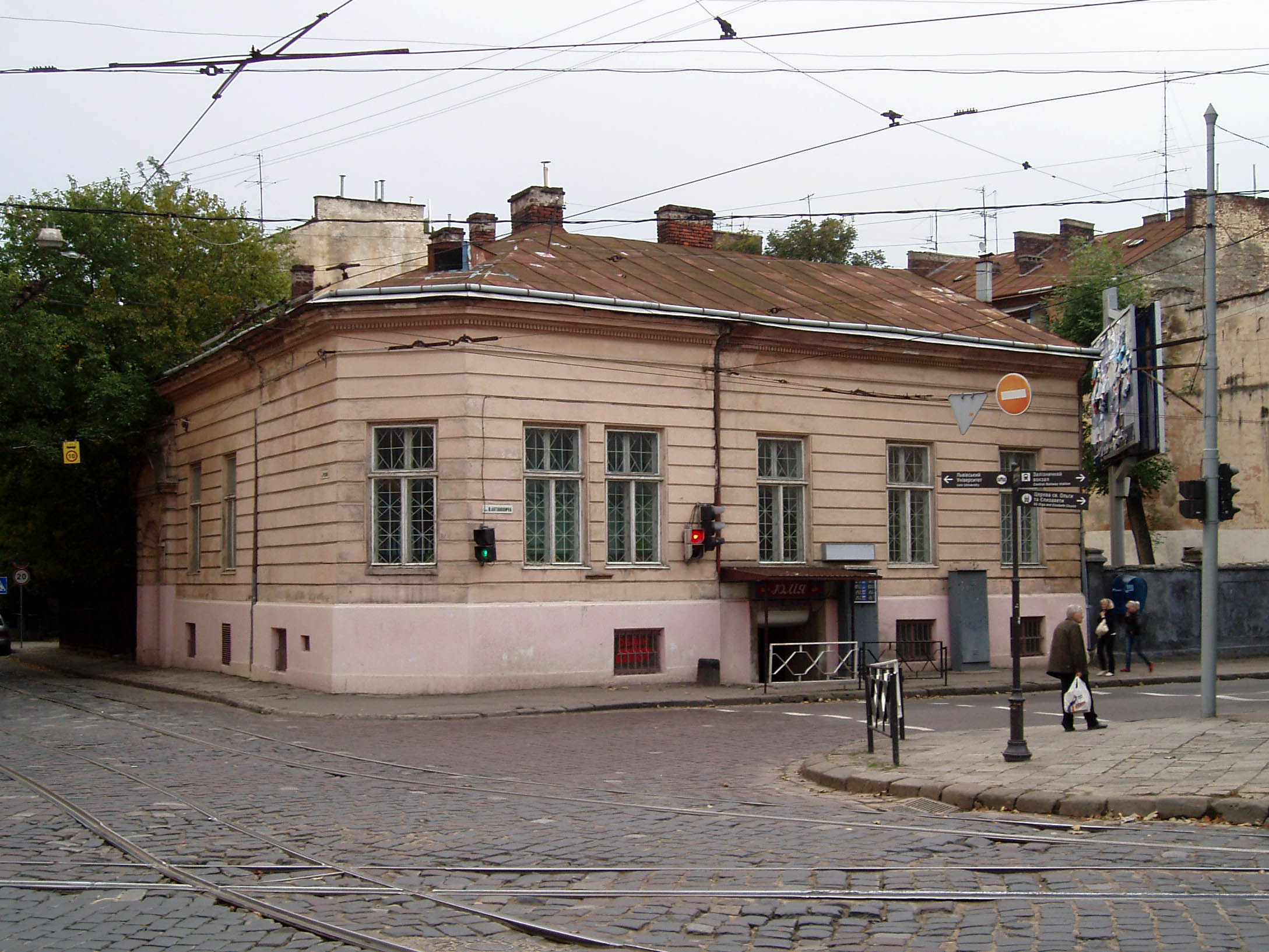
Будинок Леонарда Марконі на розі вулиць Русових та Антоновича
Вілла (вул. Антоновича, 37)
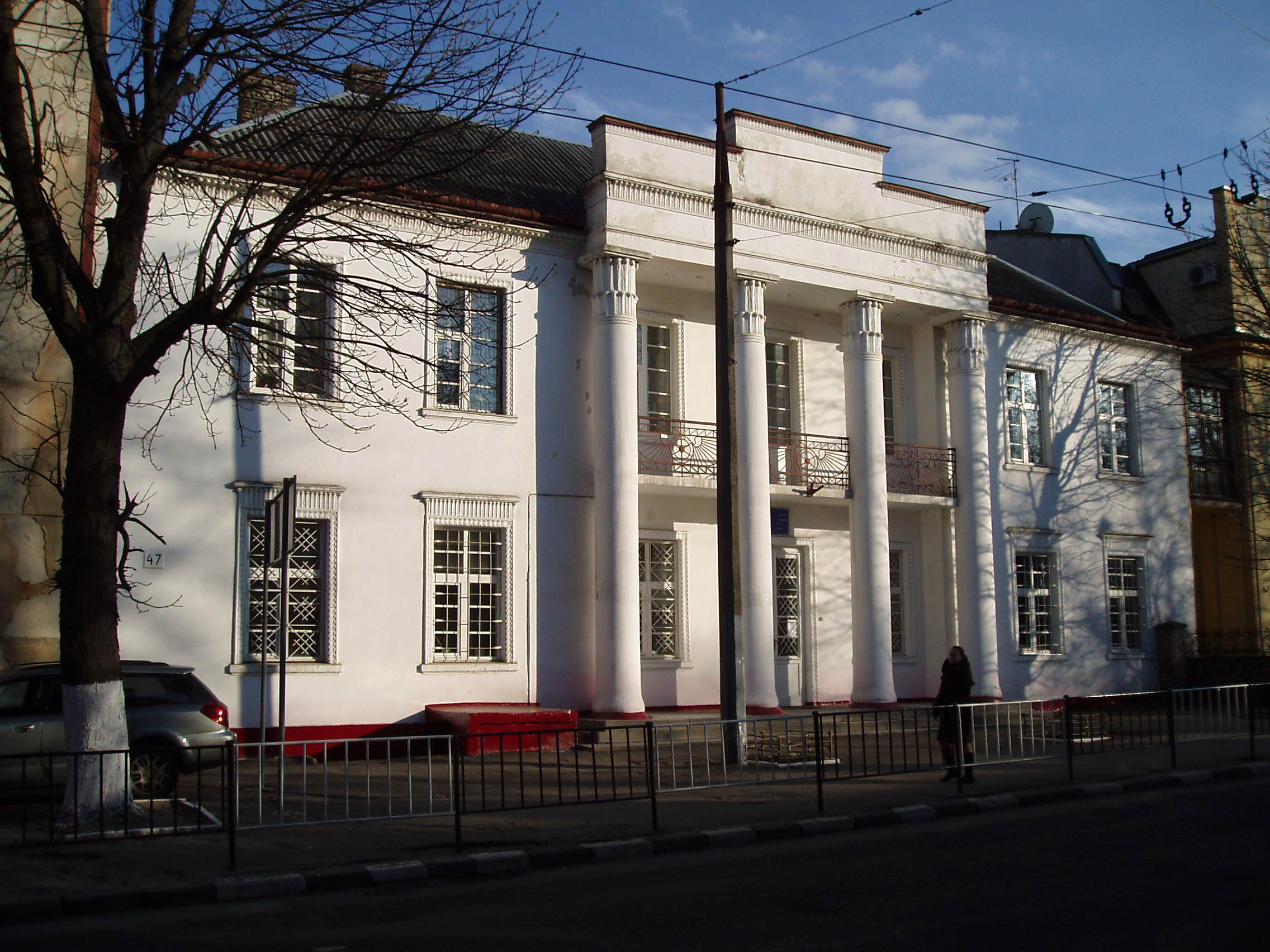
Центр дитячої творчості «Веселка» (вул. Антоновича, 47)
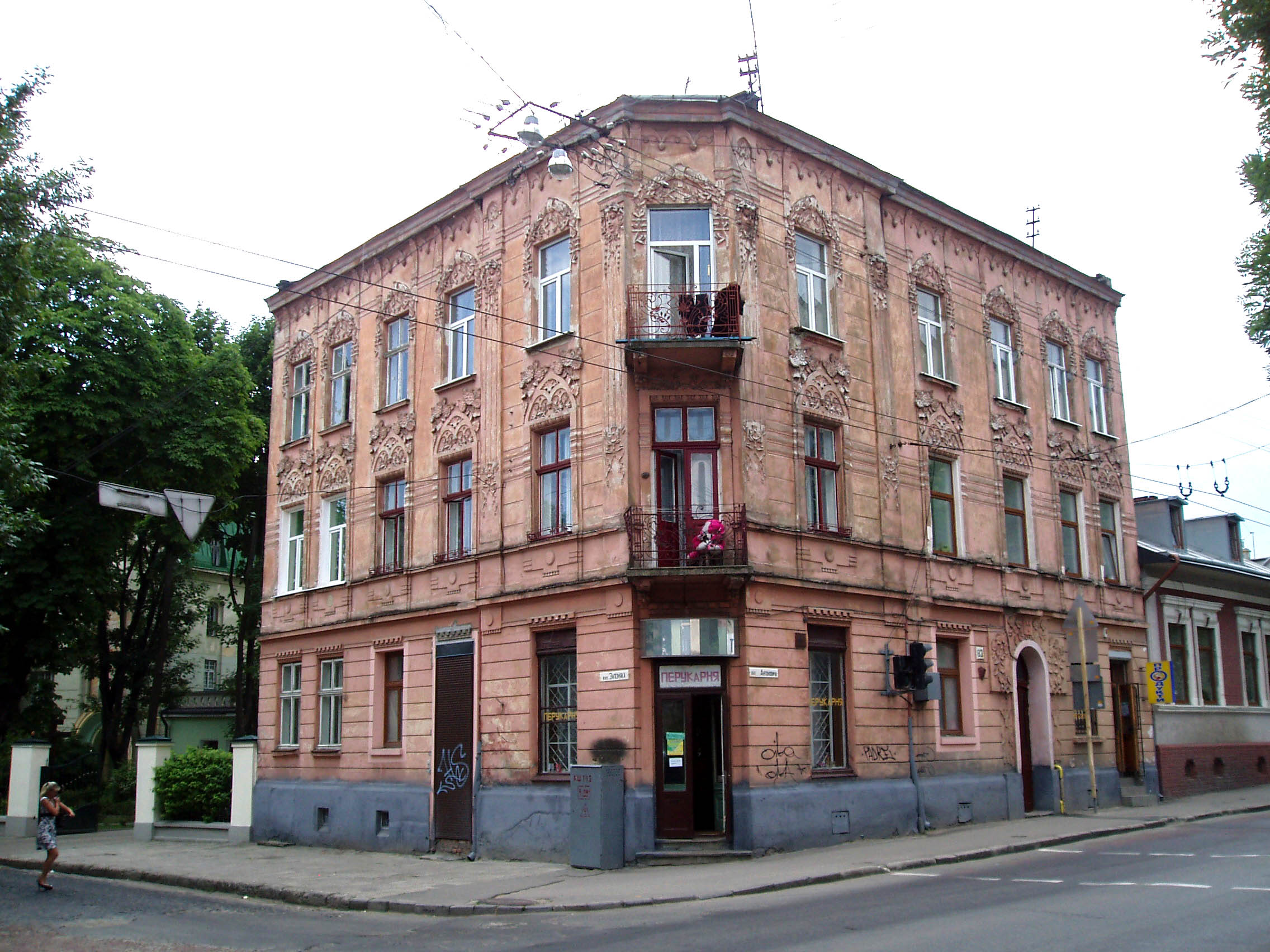
Житловий будинок (вул. Антоновича, 83)

### З парного боку вулиці
- № 10 — будинок, в якому у 1927–1934 роках діяв кооператив «Робітничий театр»[16] був створений на основі гуртка робітничого товариства «Воля». До його складу увійшли Йосип Завадка, Михайло Вовк, Д. Вербовий, С. Скиба, Йосип Макарук, В. Граничка, М. Стецівка, М. Подільський, Антоніна Матулівна та інші[17].
- № 14 — двоповерховий житловий будинок, споруджений у 1892 році за проєктом архітектора Ігнатія Віняжа[18]. У міжвоєнний період тут працювали фабрики — металевих виробів «Гном» та іграшок «Металліт».
- № 16 — за радянських часів дитячий будинок № 5, пізніше — Педагогічний коледж Львівського Національного університету.
- № 20 — за Польщі видавничий союз «Святослав».
- № 34 — одноповерховий садибний будинок, споруджений у 1902 році за проєктом архітектора Ігнатія Віняжа[18].
- № 58 — двоповерховий житловий будинок. У міжвоєнний період тут працював магазин гумових виробів «Гума».
- № 66 — за Польщі тут містився завод гірчиці[9]. У 1940—1950-х роках тут містилася артіль імені «27 Липня» Львівського Облхімхарчпромсоюзу[19]. Пізніше — спортивний клуб по стрільбі з лука.
- № 68 — в будинку у міжвоєнний період містилася жіноча гімназія імені Жолкевського, що за радянських часів став житловим. Решту будівель гімназії від вулиці Героїв УПА розібрали у повоєнні роки.
- № 70 — за Польщі жіноча ткацько-галантерейна професійна школа[20] й пекарня Шірмера, за часів СРСР — 6-та залізнична середня школа[21], нині — Дитячо-юнацька технічна школа й юридичний факультет Львівського інституту бізнесу і права.
- № 74 — власна вілла архітектора Владислава Гадомського, споруджена за його власним проєктом у 1907 році в стилі неорококо.
- № 80. Вілла Кухарів, зведена у 1910 році за проєктом архітектора Зиґмунта Пшорна. Згідно з цим проєктом, вілла мала бути, частково одно-, частково двоповерхова. До кінця 1910 року віллу закінчили та 10 січня 1911 року Кухарі отримали дозвіл на її замешкання. Родина Кухарів мешкали у віллі до початку Другої світової війни. Після примусового виселення, більшість Кухарів опинилися у Варшаві[22]. У їхній віллі радянська влада у 1944 році розмістила дитячі протитуберкульозні ясла № 11. що діяли тут до 1955 року[15]. 1 червня 1955 року на базі ясел відкрився дитячий туберкульозний санаторій, який функціював тут до березня 2020 року, як лікарняний корпус КЗ ЛОР «Дитячий туберкульозний санаторій»[23]. Наказом Міністерства культури та інформаційної політики України «Про занесення об'єктів культурної спадщини до Державного реєстру нерухомих пам'яток України» від 14.09.2021 року № 729 кам'яницю Кухарів внесено до реєстру пам'яток архітектури місцевого значення під охоронним № 7580-Лв[24].
- № 90 — будівля радянського періоду, у якій містився УДНДІ приймальних електронно-променевих трубок «Еротрон» (нині — ДП «Львівське конструкторське бюро „Еротрон“»).
- № 100 — за цією адресою розташована Свято-Троїцька церква УПЦ МП[25], що діє тут від 2004 року одному з цехів колишнього заводу «Кінескоп»[26].
- № 102 — приватна клініка «Медікавер» (ПП «Медичний центр „Інтерсоно“»), що відкрилася за цією адресою у 2014 році. Клініка надає широкий спектр медичних послуг, від сімейної медицини до хірургічних втручань. Центр має власну ендоскопічну операційну та клініко-діагностичну лабораторії. За цією ж адресою міститься «Жіноча аптека».
- № 102в — громадська організація «Львівська шахова академія».
- № 112а — шістнадцятиповерховий бізнес-центр «Таурус» (корпус Т2), зведений у 2020-х роках на території колишнього Львівського заводу кінескопів.
- № 116 — цю адресу має наукове проєктно-виробниче підприємство «Техприлад», яке засноване 1995 року. Підприємство спеціалізується на розробках з доведенням до серійного виробництва та серійне виробництво засобів вимірювальної техніки, вузлів обліку енергоносіїв, систем автоматизації та управління технологічних процесів, а також необхідного програмного забезпечення до них та серверних програм верхнього рівня.
- № 120 — у 2017 році демонтовано будівлю другого скляного цеху колишнього Львівського заводу кінескопів та триповерхову офісну будівлю (вул. Антоновича, 120). На їх місці у 2018—2024 роках зведений чотирнадцятиповерховий бізнес-центр «Вертикаль»[27], відкриття якого відбулося 1 травня 2024 року[28]. Поряд бізнес-центру збудований триповерховий торгово-розважальний центр. На першому поверсі ТРЦ розташований супермаркет «Сільпо», площею 1,660 тис. м², на другому поверсі — торгові площі (2,2 тис. м²), а на третьому — заклади громадського харчування та тераса. Усі споруди зведені ТзОВ «Галжитлобуд»[27].
- № 128 — за цією адресою від 1998 року міститься Західно-Український центр «Медсервіс», що спеціалізується на розробці, досліджені, виробництві, сервісному обслуговуванні, монтажі, продажах сучасної медичної техніки[29].
- № 130а — консульство Чеської республіки.
- № 138б — офісний центр.
- № 140 — за радянських часів було професійно-технічне училище Львівського заводу кінескопів, нині перший поверх займає кафе-бар «Торнадо», а приміщення на другому і третьому поверхах орендують різні організації, фірми. 2018 року проведено реконструкцію цієї будівлі з розширенням за рахунок надбудови четвертого та мансардного поверхів.

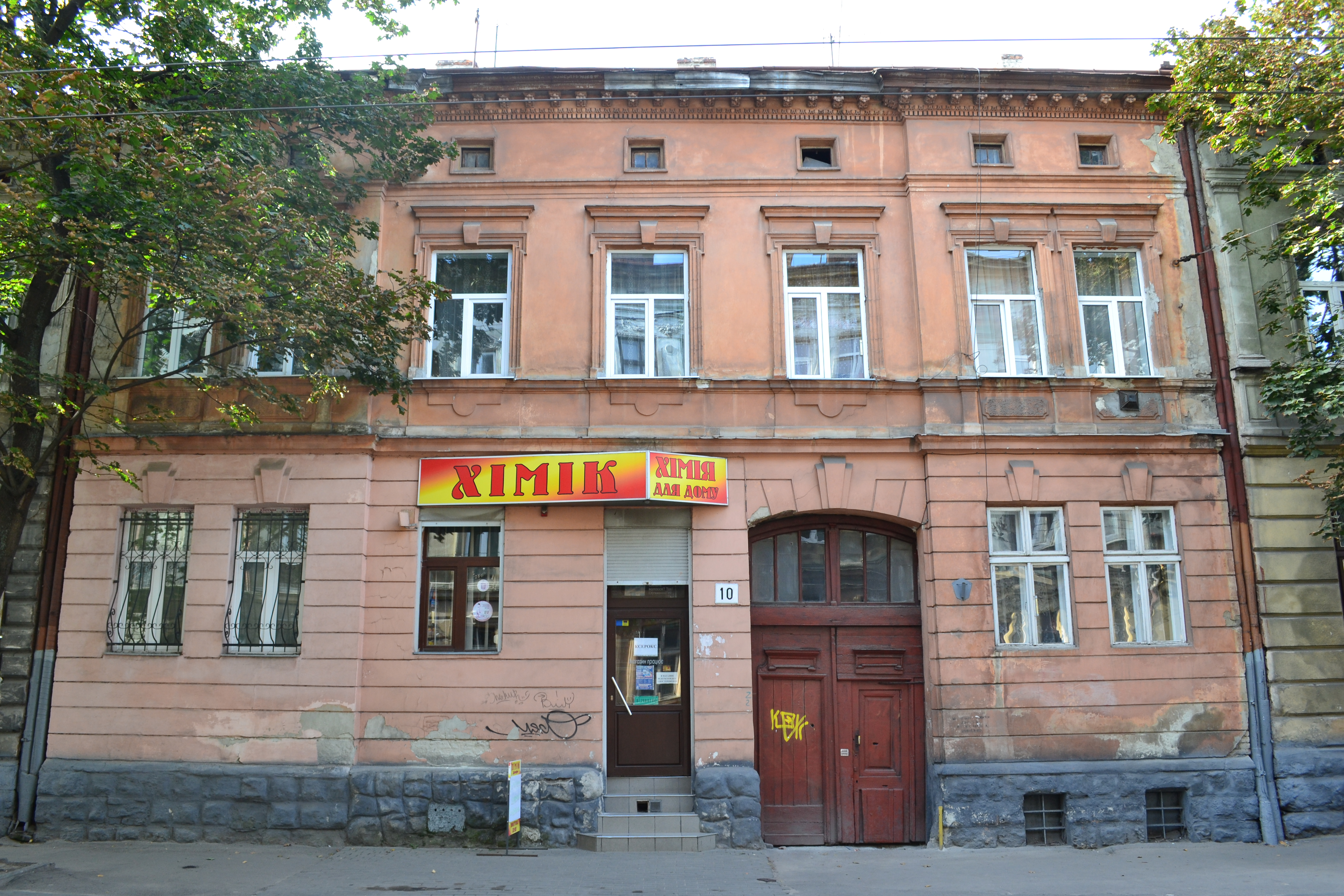
Житловий будинок (вул. Антоновича, 10)
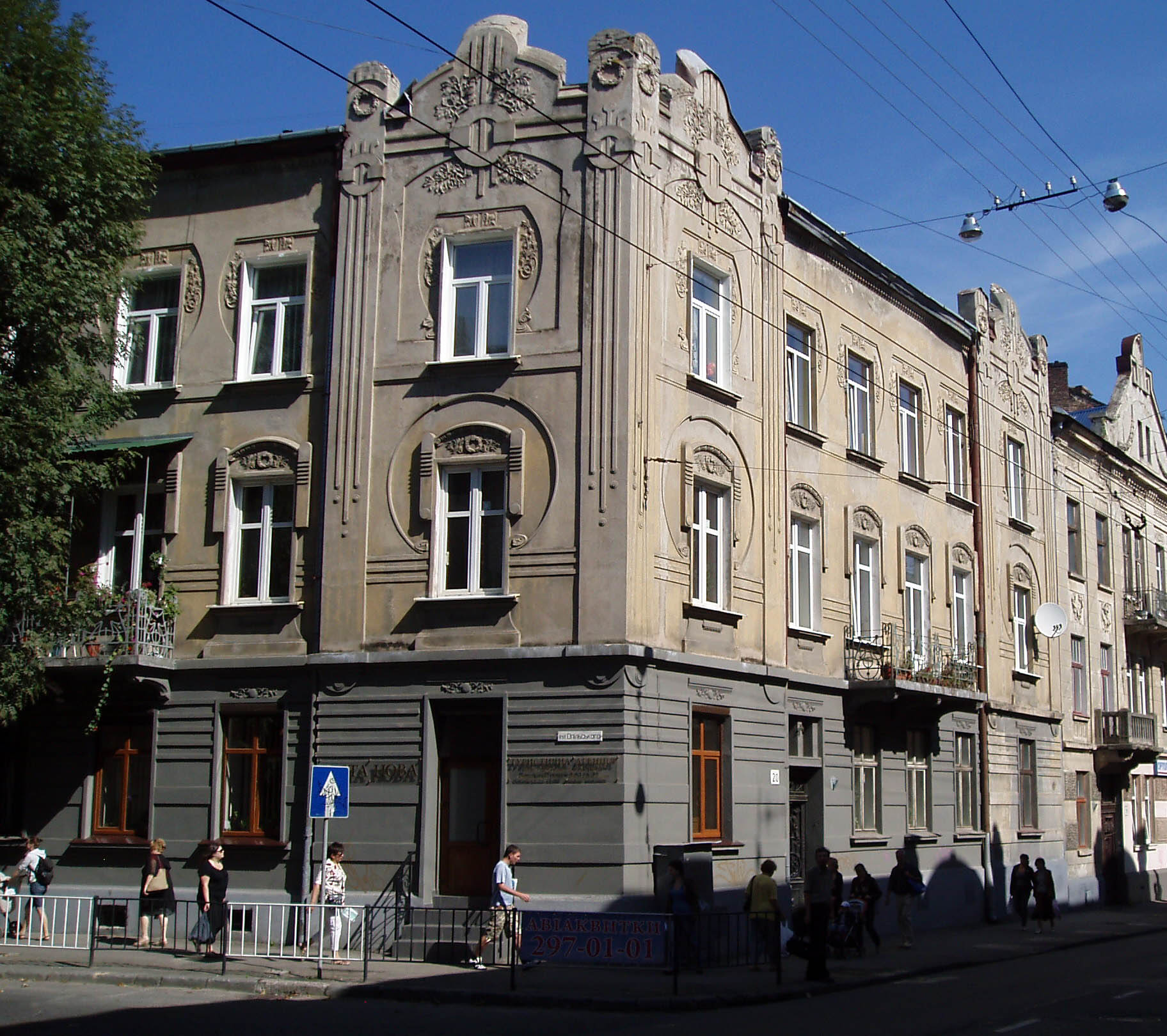
Житловий будинок (вул. Антоновича, 20)
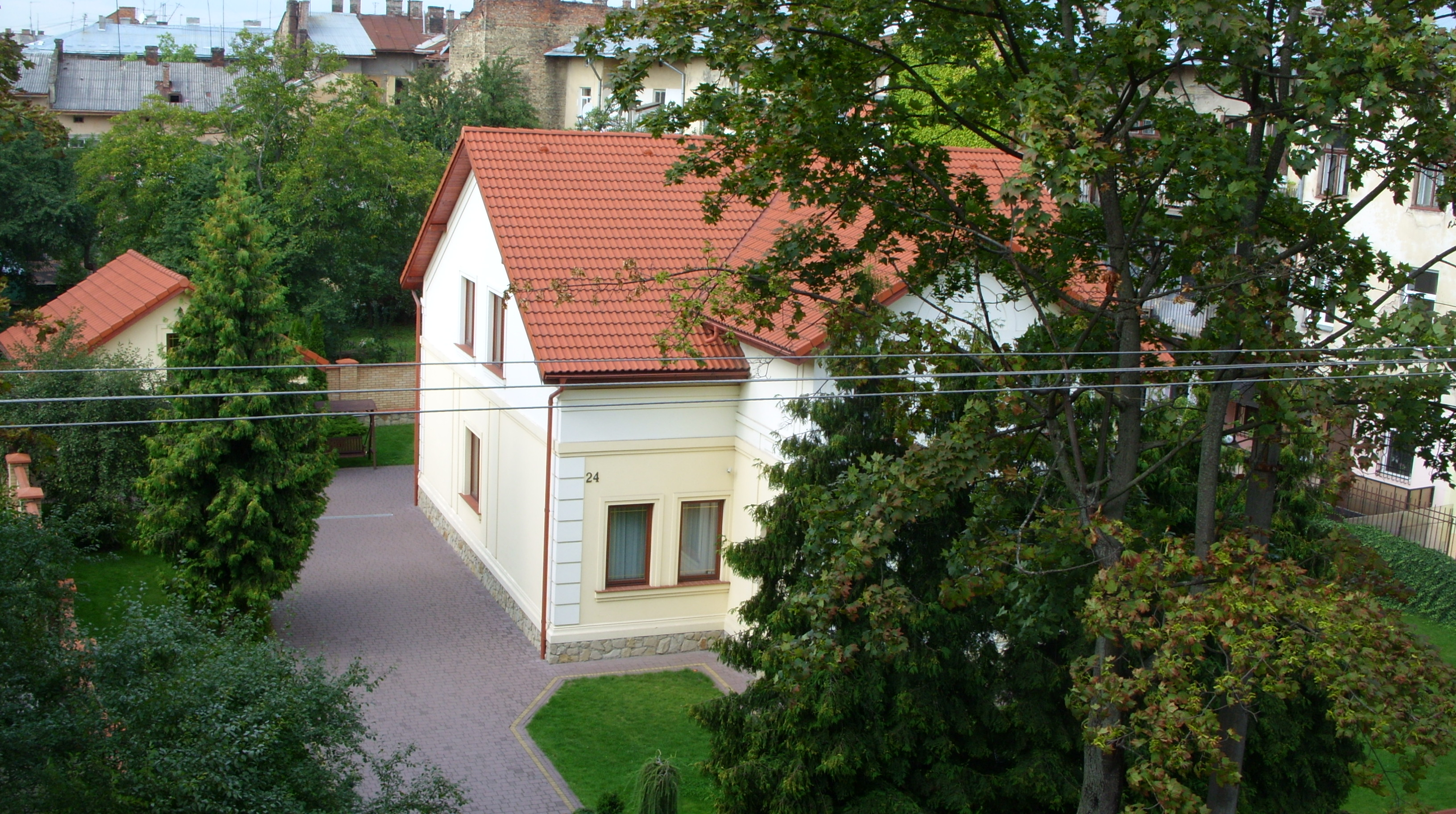
Житловий будинок (вул. Антоновича, 24)
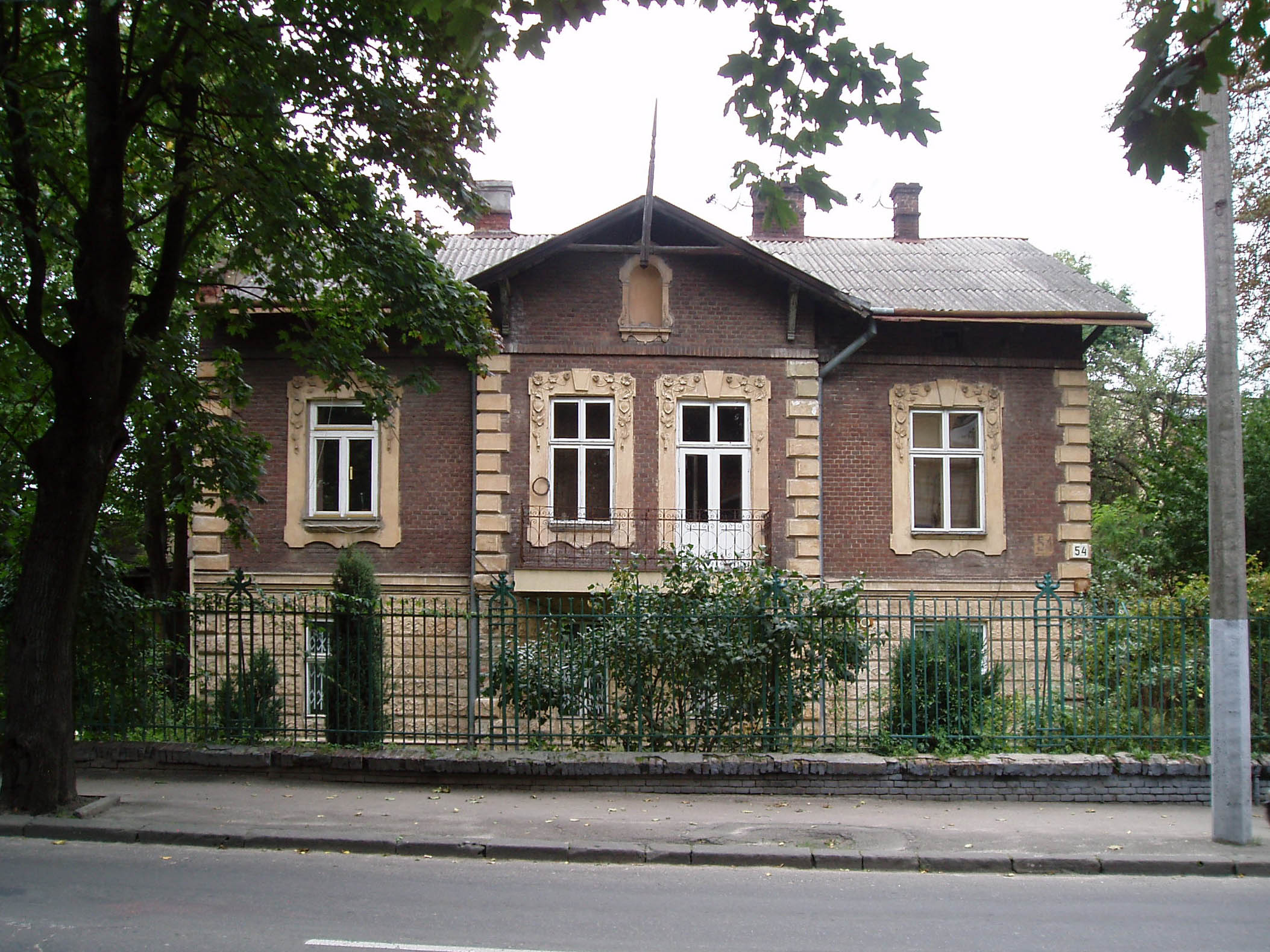
Вілла (вул. Антоновича, 54)
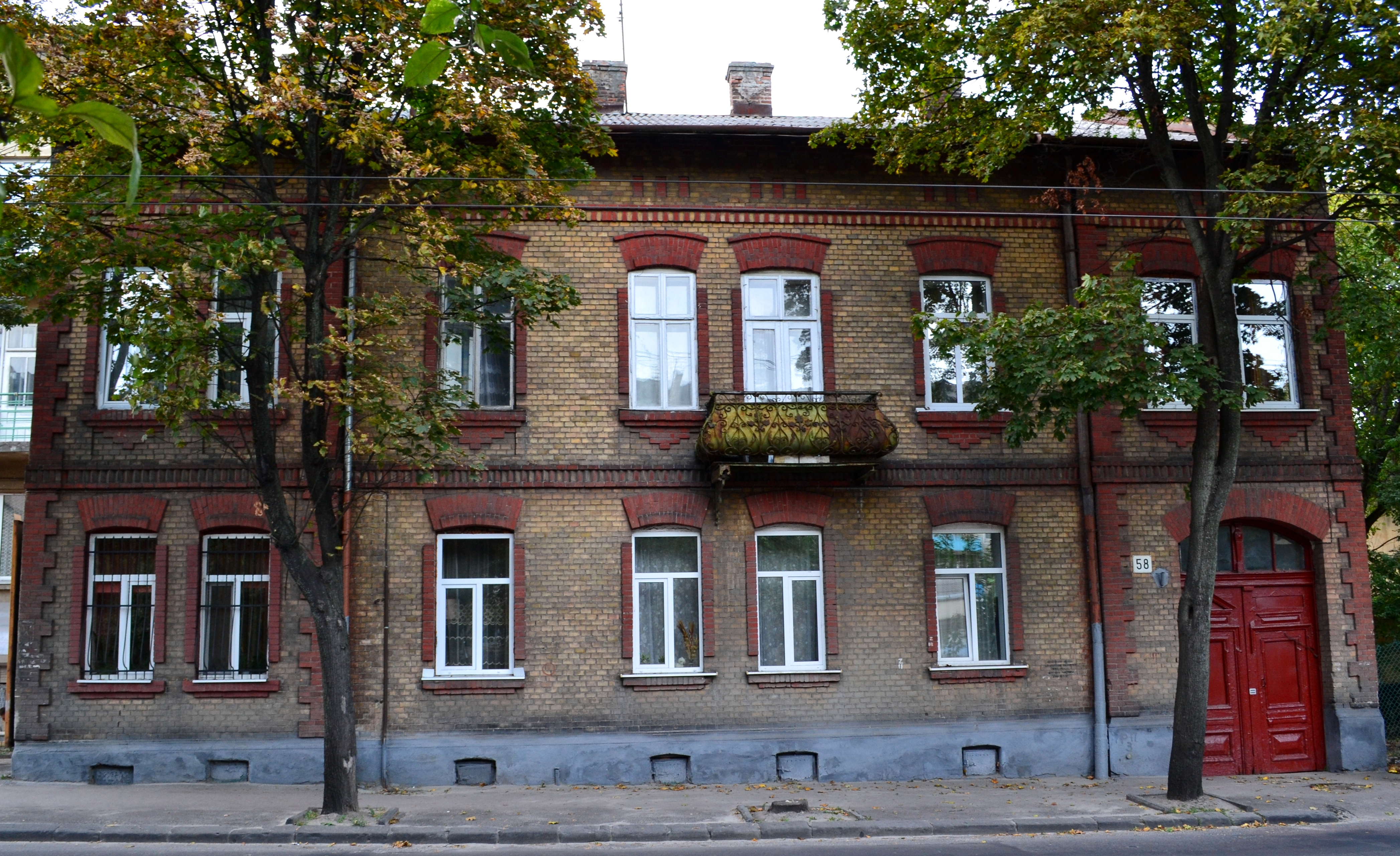
Житловий будинок (вул. Антоновича, 58)
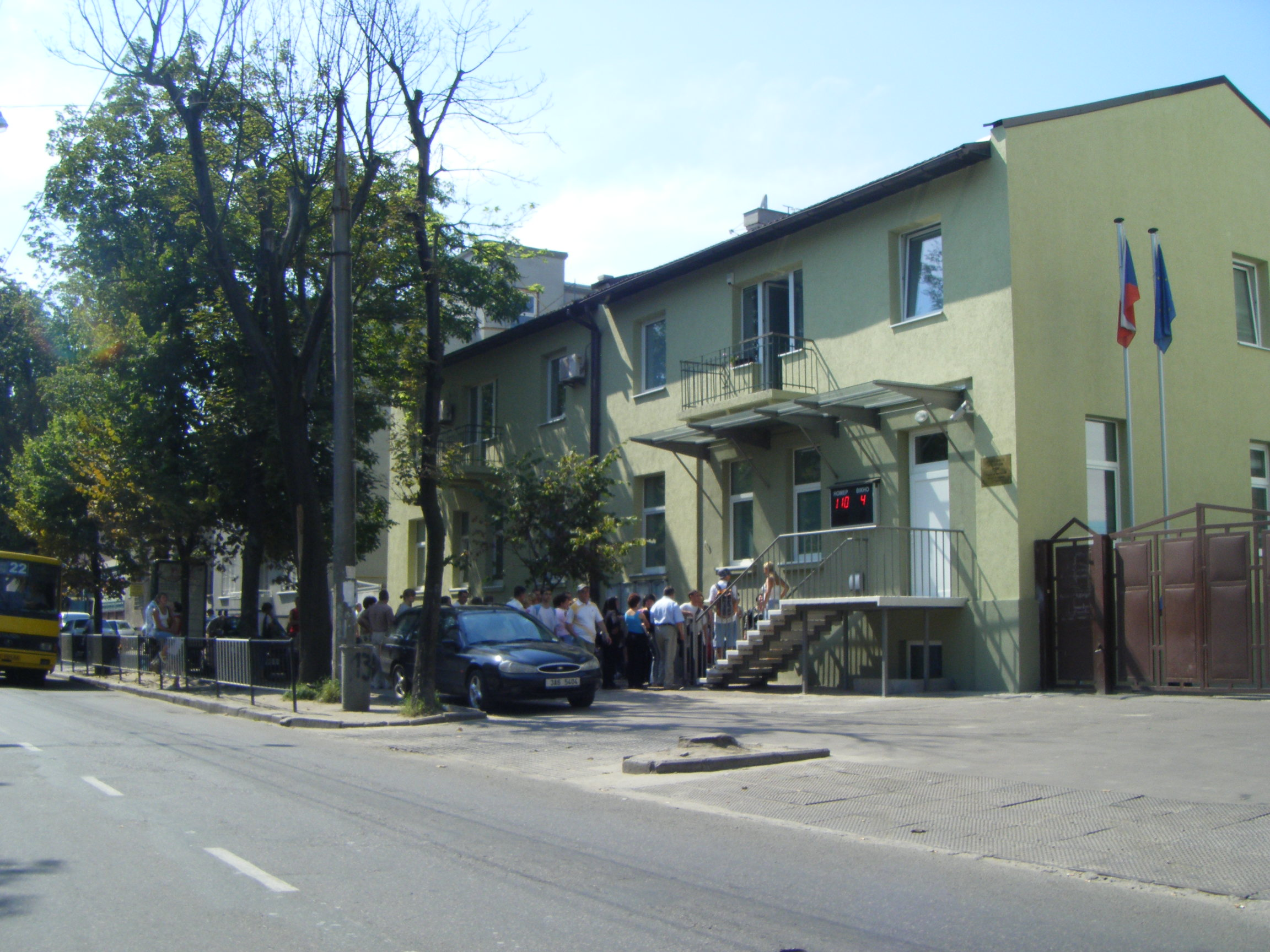
Чеське консульство (вул. Антоновича, 130)
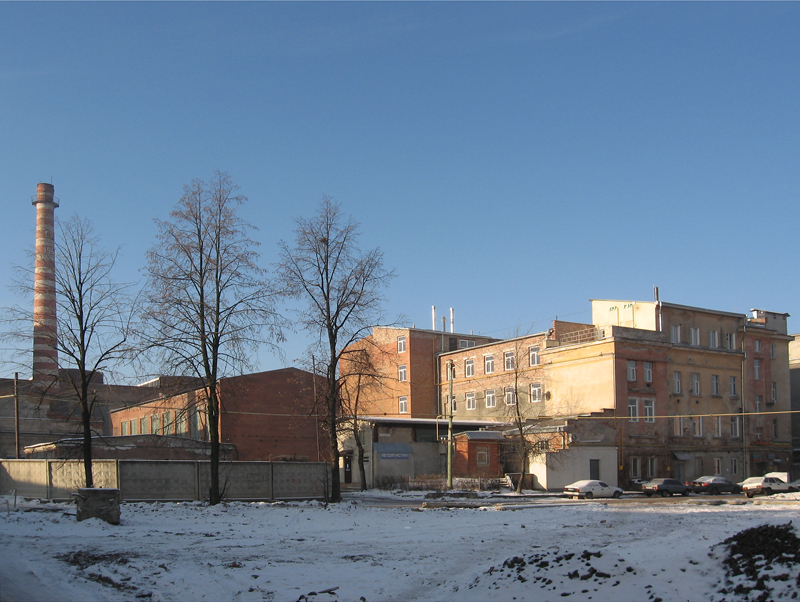
В минулому корпуси заводу «Кінескоп» (вул. Антоновича)

## Транспорт
Вулиця Антоновича має важливе транспортне значення для Львова, при цьому вона тісно пов'язана з паралельною вулицею Героїв УПА, оскільки вулицею Антоновича транспорт рухається у напрямку центру міста, а по вулиці Героїв УПА — у зворотному напрямку. 

### Тролейбус
У другій половині 1960-х років, на той час, вулицею Волгоградською було прокладено тролейбусну лінію, якою у напрямку до центру міста курсував тролейбусний маршрут № 9. У 1971 році вулицею паралельно почав курсувати тролейбусний маршрут № 10, від 1977 року — додано тролейбусні маршрути № 14 та № 15, а від 1980 року — ще й тролейбусний маршрут № 2. 1984 року маршрути № 14 та № 15 були скасовані, але 1988 року рух тролейбусів маршрутом № 14 відновлено. На початку 1990-х років маршрут № 14 був скасований, а від 1999 року — знов відновлений і остаточно скасований 2003 року. Протягом 2003—2014 років вулицею Антоновича курсували три тролейбусних маршрути — № 2, 9, 10, до яких 2014 року додався тролейбусний маршрут № 20. 2017 року тролейбусний маршрут № 20 скасовано, а маршрути № 2, 9, 10 продовжували курсувати вулицею. 9 липня 2018 року призупинив свою роботу тролейбусний маршрут № 10. Від 1 липня 2019 року змінилася нумерація тролейбусних маршрутів у Львові. Згідно цих змін, колишній тролейбусний маршрут № 2 став № 22, № 9 — № 29 та № 10 — № 30. Станом на березень 2021 року вулицею курсують тролейбусні маршрути № 22, 29, 30.

### Автобус
Вулиця Антоновича активно використовується для руху інших видів громадського транспорту — міського автобуса № 2А, маршрутного таксі № 33 та приміських автобусів № 133, 138, 171.

## Пам'ятники
На розі з Кульпарківською та Окружною вулицями у 1983 році був встановлений пам'ятний знак, на честь 40-ліття перемоги у Сталінградській битві. У 1992 році знак був демонтований.